# Wynton Rufer
Wynton Rufer (29 de diciembre de 1962 en Wellington) es un exfutbolista neozelandés que se desempeñaba como delantero y actual entrenador. Su sobrino, Alex, también es jugador de fútbol.
Es considerado el mejor futbolista de Nueva Zelanda de todos los tiempos. Fue nombrado como el Futbolista del año de Oceanía en tres oportunidades, 1988, 1989 y 1992 por la OFC. Años más tarde, sería reconocido como el mejor futbolista del siglo XX de Oceanía, premio otorgado también por la Confederación de Fútbol de Oceanía, en 1999.
La mayor parte de su carrera la desempeñó en clubes de Suiza y Alemania, aunque también jugó varios años para equipos neozelandeses. Además, llegó a jugar en el Norwich City inglés y en el JEF United de Japón. Logró ser el goleador de la Liga de Campeones de la UEFA junto con el neerlandés Ronald Koeman en la temporada 1993/94; y de la Recopa de Europa en 1991/92, en la que su club, el Werder Bremen, se proclamó campeón. Con el elenco alemán ganó también la Copa de Alemania dos veces, la Bundesliga en una ocasión, y la Supercopa alemana en dos oportunidades.
Con la selección de Nueva Zelanda jugó 23 partidos y convirtió 12 goles. Fue parte del equipo que logró la clasificación a la Copa Mundial de 1982, la primera a la que los Kiwis lograron clasificar. Estuvo presente en el 5-0 sobre Arabia Saudita que les permitió a los All Whites jugar un desempate ante China, en el que Rufer marcó uno de los dos tantos del seleccionado neozelandés que ganó por 2-1. Participó también en la Copa de las Naciones de la OFC 1996, única edición de dicho campeonato en el que Nueva Zelanda no pudo vencer en ninguna de sus presentaciones.

## Trayectoria

### Inicios
Debutó en 1980 jugando para el Stop Out, club con el que descendió de la Liga Nacional luego de terminar en la décima colocación. Debido a esto, al año siguiente firmó con el Wellington Diamond United, con el que ganaría el título de liga esa temporada. Recibió el premio al jugador joven del año de Nueva Zelanda, entregado por la Asociación de Fútbol ese mismo año y al año siguiente.
Sus buenas actuaciones llamaron la atención del entrenador del Norwich City inglés, que llamó a Rufer y su hermano, Caleb, para que entrenaran con el equipo. Firmó un contrato profesional con el club el 23 de octubre de 1981, convirtiéndose en el primer neozelandés en hacerlo; sin embargo, se le negó el permiso laboral y debió regresar a su país, en donde jugó para el Miramar Rangers, hasta que encontraría lugar en otro equipo profesional europeo, el FC Zürich suizo.

### Suiza
En su primera temporada en el Zürich, convirtió 4 tantos en 23 partidos, mientras que su equipo se ubicó en el cuarto lugar. Su capacidad goleadora explotaría recién en la temporada 1984/85 y siguió aumentando tanto que llevó al FC Aarau a contratarlo en 1986 durante la edición 1986/87 de la Super Liga. Con el Aarau Rufer llegó a ser tercero en la máxima división suiza, convirtiendo 21 goles en 36 partidos, por lo que fue adquirido por el Grasshopper, con el que fue subcampeón en la liga y campeón de la copa en la temporada 1988/89. En 1989 fue condecorado como el Futbolista del año en Oceanía por la OFC.

### Werder Bremen
A mediados de ese año el Werder Bremen, actual campeón de la Bundesliga, lo contrató como una gran promesa, cosa que el delantero neozelandés tardó poco en comprobar, convirtiendo 6 goles en sus primeros 13 encuentros. Aunque en su primera temporada no obtendría ningún título, ganó la edición 1990/91 de la Copa de Alemania, algo que se repetiría en 1993/94. Ganó también la Bundesliga en la temporada 1992/13.
En el ámbito internacional fue goleador de la Liga de Campeones de la UEFA 1993/94, en la que su club no pudo superar la fase de grupos, mientras que se coronó campeón de la Recopa de Europa en 1992, aunque luego perdería la Supercopa ante el Barcelona español.

### JEF United y Kaiserslautern
En 1995 viajó a Japón para integrar la plantilla del JEF United de la J. League Division 1. En su primera temporada con el equipo marcó en 22 ocasiones jugando 40 partidos. En la mitad de su segunda temporada volvió a Alemania para firmar con el Kaiserslautern, con quien ganaría la 2. Bundesliga 1996/97, consiguiendo el ascenso a la primera división alemana.

### Regreso a Nueva Zelanda y retiro
En 1997 regresó a Nueva Zelanda para jugar en el Central United, club con el que se conseguiría el trofeo de la Copa Chatham. Durante 1998 se desempeñó en el North Shore United, aunque en 1999 sería contratado por el Football Kingz, equipo recién fundado en Auckland que participaría en la National Soccer League australiana. Rufer fue jugador-entrenador hasta 2001, cuando decidió colgar los botines.

## Clubes
| Club                         | País          | Año         |
| ---------------------------- | ------------- | ----------- |
| Stop Out                     | Nueva Zelanda | 1980        |
| Wellington Diamond United    | Nueva Zelanda | 1981        |
| Norwich City Football Club   | Inglaterra    | 1981        |
| Miramar Rangers              | Nueva Zelanda | 1982        |
| FC Zürich                    | Suiza         | 1982 - 1986 |
| FC Aarau                     | Suiza         | 1986 - 1988 |
| Grasshopper Club Zürich      | Suiza         | 1988 - 1989 |
| Werder Bremen                | Alemania      | 1989 - 1995 |
| JEF United Ichihara Chiba    | Japón         | 1995 - 1996 |
| 1. FC Kaiserslautern         | Alemania      | 1997        |
| Central United               | Nueva Zelanda | 1997        |
| North Shore United           | Nueva Zelanda | 1998        |
| Football Kingz Football Club | Nueva Zelanda | 1999 - 2001 |

## Selección nacional
Hizo su debut en representación de Nueva Zelanda ante Kuwait el 16 de octubre de 1980 con tan solo 17 años, en dicho partido Rufer marcó uno de los tantos con los que los neozelandeses empataron 2-2 dentro del marco de la clasificación para la Copa Mundial de 1982. Se volvió un titular indiscutido en el plantel de los All Whites durante todas las eliminatorias, convirtiendo en el desempate ante China que le garantizó a su país su primera participación en Mundiales de la historia. En España 1982, Rufer fue titular en los tres partidos que los Kiwis disputaron, ante Escocia, la Unión Soviética y Brasil.
Desde ese entonces se dificultaron sus participaciones en la escuadra nacional principalmente porque el Zürich no le permitía ser convocado. En 1996 participó en la Copa de las Naciones de la OFC, en la que los All Whites perdieron en la semifinal ante Australia. Acumuló en total 23 partidos y 12 goles internacionales.

## Entrenador
Funcionó como jugador-entrenador en los Football Kingz entre 1999 y 2001. Posteriormente, luego del final de su carrera como jugador, dirigió al equipo de su propia academia de fútbol. 
En 2014 fue contratado por la Asociación de Fútbol de Papúa Nueva Guinea para hacerse cargo de la selección sub-20 en el Campeonato de la OFC de ese año. El elenco papú finalizó quinto de seis participantes con apenas cuatro puntos conseguidos en cinco partidos. Aun así, fue designado ese mismo año para dirigir a la selección mayor de Papúa Nueva Guinea. Luego de dirigir al equipo en una serie de amistosos, fue remplazado por el danés Flemming Serritslev en 2015.

### Clubes
| Club                         | País               | Año       |
| ---------------------------- | ------------------ | --------- |
| Football Kingz Football Club | Nueva Zelanda      | 1999-2001 |
| Selección sub-20             | Papúa Nueva Guinea | 2014      |
| Selección nacional           | Papúa Nueva Guinea | 2014-2015 |

## Palmarés
| Título                | Club                  | País          | Año     |
| --------------------- | --------------------- | ------------- | ------- |
| Liga Nacional         | Wellington Diamond U. | Nueva Zelanda | 1981    |
| Copa Suiza            | Grasshopper           | Suiza         | 1988/89 |
| Copa de Alemania      | Werder Bremen         | Alemania      | 1990/91 |
| Recopa de Europa      | Werder Bremen         | Alemania      | 1991/92 |
| Bundesliga            | Werder Bremen         | Alemania      | 1992/93 |
| Supercopa de Alemania | Werder Bremen         | Alemania      | 1993    |
| Copa de Alemania      | Werder Bremen         | Alemania      | 1993/94 |
| Supercopa de Alemania | Werder Bremen         | Alemania      | 1994    |
| 2. Bundesliga         | Kaiserslautern        | Alemania      | 1996/97 |
| Copa Chatham          | Central United        | Nueva Zelanda | 1997    |

### Distinciones individuales
| Distinción                                  | Año     |
| ------------------------------------------- | ------- |
| Jugador neozelandés joven del año           | 1981    |
| Jugador neozelandés joven del año           | 1982    |
| Futbolista del año de Oceanía               | 1989    |
| Futbolista del año de Oceanía               | 1990    |
| Goleador de la Recopa de Europa             | 1991/92 |
| Futbolista del año de Oceanía               | 1992    |
| Goleador de la Liga de Campeones de la UEFA | 1993/94 |